# Mohand Cherif Kartout
Mohand Cherif Kartout (kabyle : Muḥend Cṛif Kartut, tifinagh : ⵎⵃⴰⵏⴷ ⵛⵔⵉⴼ ⴽⴰⵔⵜⵓⵜ), né le 25 novembre 1908 à Birmatou, Tinebdar dans la tribu des Aït Waghlis et mort en 1960 au lieu dit Tala Tagout, Tinebdar, est un Chahid ayant  participé à la guerre d'Algérie.

## Étymologie du nom
Son nom est un nom de famille d'origine kabyle qui provient du mot kkerṭeṭṭi signifiant « être crépu » ou du mot axerṭuṭ signifiant « chemin mauvais, pierreux, à pic (en descente) ».

## Biographie
Il nait dans une famille modeste.
Il est le fils de Amar Kartout et de Azzi Sahra.
En 1957, à l'âge de 49 ans, il rejoint le FLN afin de lutter pour l'indépendance de l'Algérie.

En 1960, lors d'un combat contre l'armée coloniale au lieu dit Tala Tagout, il tombe au champ d'honneur.

Après sa mort, ses compagnons d'armes, Arezki Aloui et Amar Ainouz prennent soin de l'enterrer.

## Hommage
Le 26 février 2025, le stade du village Birmatou est baptisé en son nom, une plaque est alors installée à l'entrée de celui-ci.